# Bastian Popp (Wirtschaftswissenschaftler)
Bastian Popp (* 23. Oktober 1978) ist ein deutscher Wirtschaftswissenschaftler. Er ist Professor für Betriebswirtschaftslehre, insbesondere Handelsmanagement, Direktor des Instituts für Handel & Internationales Marketing (H.I.MA.) und Direktor des Europa-Instituts, Sektion Wirtschaftswissenschaft an der Universität des Saarlandes.

## Leben und wissenschaftlicher Werdegang
Bastian Popp studierte Betriebswirtschaftslehre an der Universität Bayreuth und schloss sein Studium 2005 als Diplom-Kaufmann ab. Er promovierte 2011 als wissenschaftlicher Mitarbeiter am Lehrstuhl für Dienstleistungsmanagement bei Herbert Woratschek zum Thema „Markenerfolg durch Brand Communities – Eine theoretische und empirische Analyse der Wirkung psychologischer Variablen auf ökonomische Erfolgsindikatoren.“ Die Dissertation wurde 2012 mit dem Wissenschaftspreis des EHI Retail Institute, der GS1 Germany und der Akademische Partnerschaft ausgezeichnet. Seit 2011 arbeitete er als akademischer Rat an der Universität Bayreuth, wo er sich 2016 an der Rechts- und Wirtschaftswissenschaftlichen Fakultät zum Thema „Entwicklung und Vermarktung von und mit Innovationen in Beziehungsnetzwerken“ habilitierte.
Von 2016 bis 2017 war Bastian Popp als Senior Research Fellow in Sports Business and Marketing an der Leeds Beckett University in Großbritannien tätig.
Zum 1. Juli 2017 nahm der den Ruf an die Universität des Saarlandes auf die Professor für Betriebswirtschaftslehre, insbesondere Handelsmanagement an. Zugleich ist er seither Direktor des zugehörigen Instituts für Handel & Internationales Marketing und Direktor des Europa-Instituts, Sektion Wirtschaftswissenschaft an der Universität des Saarlandes.
Die Forschungsschwerpunkte von Bastian Popp liegen im Handel- und Dienstleistungsbereich und befassen sich mit Themen Omni-Channel-Retailing und E-Commerce, Multi-Sided (Digital) Markets und Plattformökonomien, Value Co-Creation, Qualitätsmanagement, Markenmanagement und Kundenloyalität, Nachhaltigkeit im Handel, Kreislaufwirtschaft und Sportmanagement.

## Publikationen (Auswahl)
- Klein, P., & Popp, B. (2023). A comparison of the environmental sustainability of brick-and-mortar retailing and online retailing: Contrasting academic research and consumer perceptions. Business and Society Review. doi:10.1111/basr.12332
- Klein, P., Popp, B. (2022). Last-Mile Delivery Methods in E-Commerce: Does Perceived Sustainability Matter for Consumer Acceptance and Usage? Sustainability 2022, 14, 16437. doi:10.3390/su142416437
- Roth, S., Horbel, C., & Popp, B. (2020). Perspektiven des Dienstleistungsmanagements: Aus Sicht von Forschung und Praxis. Wiesbaden: Springer Fachmedien Wiesbaden, ISBN 978-3-658-28672-9
- Woratschek, H., Horbel, C., & Popp, B. (2019). Determining Customer Satisfaction and Loyalty from a Value Co-Creation Perspective. The Service Industries Journal. doi:10.1080/02642069.2019.1606213
- Popp, B., & Wilson, B. (2018). Investigating the Role of Identification for Social Networking Facebook Brand Pages. Computers in Human Behavior, 84, 141–152. doi:10.1016/j.chb.2018.01.033
- Popp, B., Horbel, C., & Germelmann, C. C. (2018). Social-Media-Based Antibrand Communities Opposing Sport-Team Sponsors: Insights From Two Prototypical Communities. International Journal of Sport Communication, 11(3), 339–368. doi:10.1123/ijsc.2018-0082
- Popp, B., & Woratschek, H. (2017). Consumers’ relationships with brands and brand communities – The multifaceted roles of identification and satisfaction. Journal of Retailing and Consumer Services, 35, 46–56. doi:10.1016/j.jretconser.2016.11.006
- Popp, B., & Woratschek, H. (2017). Consumer-Brand Identification Revisited: An Integrative Framework of Brand Identification, Customer Satisfaction, and Price Image and their Role for Brand Loyalty and Word-of-Mouth. Journal of Brand Management, 24(3), 250–270. doi:10.1057/s41262-017-0033-9
- Popp, B., & Woratschek, H. (2016). Introducing branded communities in sport for building strong brand relations in social media. Sport Management Review, 19(2), 183–197. doi:10.1016/j.smr.2015.06.001
- Popp, B., Wilson, B., Horbel, C., & Woratschek, H. (2016). Relationship building through Facebook brand pages: The multifaceted roles of identification, satisfaction and perceived relationship investment. Journal of Strategic Marketing, 24(3–4), 278–294. doi:10.1080/0965254X.2015.1095226
- Popp, B., Germelmann, C. C., & Jung, B. (2016). We love to hate them! Social media-based anti-brand communities in professional football. International Journal of Sports Marketing and Sponsorship, 17(4), 349–367. doi:10.1108/IJSMS-11-2016-018
- Horbel, C., Popp, B., Woratschek, H., & Wilson, B. (2016). How context shapes value co-creation: spectator experience of sport events. The Service Industries Journal, 36(11–12), 510–531. doi:10.1080/02642069.2016.1255730
- Woratschek, H., Horbel, C., & Popp, B. (2014). The sport value framework – a new fundamental logic for analyses in sport management. European Sport Management Quarterly, 14(1), 6–24. doi:10.1080/16184742.2013.865776
- Popp, B. (2011). Markenerfolg durch Brand Communities: Eine Analyse der Wirkung psychologischer Variablen auf ökonomische Erfolgsindikatoren. Wiesbaden: Gabler, ISBN 978-3-8349-2906-8